# USS Benham (DD-397)
O USS Benham foi um contratorpedeiro operado pela Marinha dos Estados Unidos e a primeira embarcação da Classe Benham. Sua construção começou em setembro de 1936 na Federal Shipbuilding and Drydock Company e foi lançado ao mar em abril de 1938, sendo comissionado na frota norte-americana em fevereiro de 1939. Era armado com uma bateria principal de quatro canhões de 127 milímetros e dezesseis tubos de torpedo de 533 milímetros, tinha um deslocamento carregado de mais de duas mil toneladas e conseguia alcançar uma velocidade máxima acima de 38 nós. 
O Benham foi designado para patrulhas de neutralidade no Golfo do México pouco depois de entrar em serviço. Dias após do início Segunda Guerra Mundial, ele ajudou a escoltar o transatlântico SS Iroquois de volta para os Estados Unidos, enquanto em dezembro a embarcação perseguiu o transatlântico alemão SS Columbus. O Benham foi transferido para Pearl Harbor em maio de 1940 e pelo ano seguinte se ocupou de patrulhas de rotina e treinamentos na área. O navio estava fora da base durante o Ataque a Pearl Harbor e a entrada dos Estados Unidos na guerra.
O contratorpedeiro escoltou os porta-aviões do Ataque Doolittle em abril de 1942, enquanto em junho ele participou da Batalha de Midway, quando resgatou os sobreviventes do porta-aviões USS Yorktown e abateu cinco aeronaves inimigas. Em seguida o Benham deu suporte para a invasão de Guadalcanal em agosto e patrulhou águas próximos pelos meses seguintes. O navio acabou afundado em 15 de novembro durante a Segunda Batalha Naval de Guadalcanal, quando foi torpedeado por contratorpedeiros japoneses e abandonado, com todos os seus tripulantes sobrevivendo.